# Таміка рудокрила

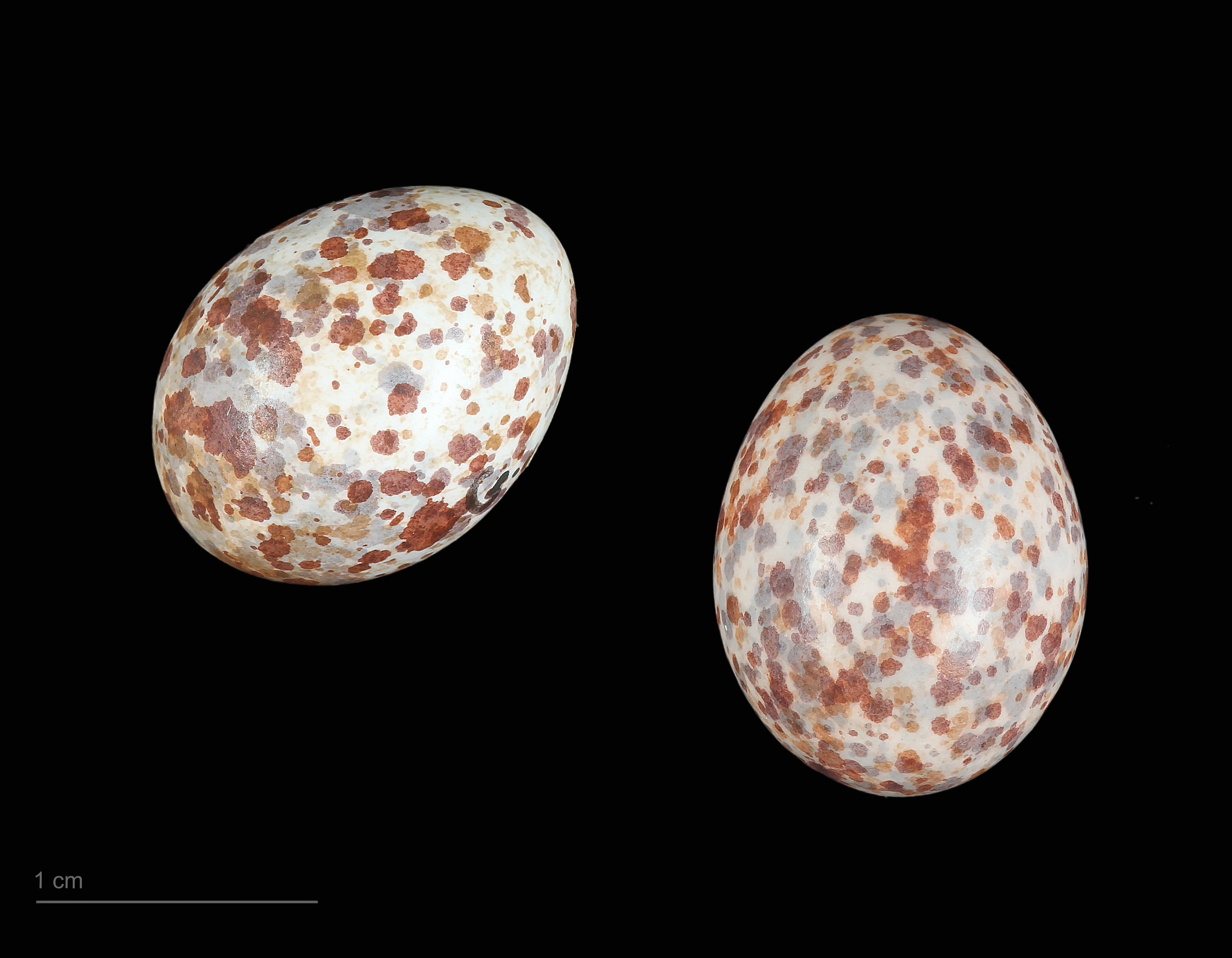
яйце Cisticola galactotes - Тулузький музей

Та́міка рудокрила (Cisticola galactotes) — вид горобцеподібних птахів родини тамікових (Cisticolidae). Мешкає в Східній і Південній Африці.

## Підвиди
Виділяють два підвиди:
- C. g. isodactylus Peters, W, 1868 — південь Малаві, південний схід Зімбабве, захід Мозамбіку;
- C. g. galactotes (Temminck, 1821) — південь Мозамбіку, схід ПАР.

Західні, замбійські, узбережні і східні таміки вважалися конспецифічними з рудокрилою тамікою.

## Поширення і екологія
Рудокрилі таміки поширені в Малаві, Мозамбіку, Зімбабве і Південно-Африканській Республіці. Вони живуть в заплавних луках і на болотах.